# Apicia colorifera
Apicia colorifera är en fjärilsart som beskrevs av W. Warren 1907. Apicia colorifera ingår i släktet Apicia och familjen mätare. Inga underarter finns listade i Catalogue of Life.